# Говарчув (гмина)
Говарчув (пол. Gowarczów) — сельская гмина (волость) в Польше, входит как административная единица в Коньский повет, Свентокшиское воеводство. Население — 4976 человек (на 2004 год).

## История
Во время Второй мировой войны всю еврейскую общину Говарчува, около 1000 человек, нацисты депортировали в лагерь смерти Треблинка. 

## Демография
| Перепись                       | Всего   | Всего | Женщины | Женщины | Мужчины | Мужчины |
| ------------------------------ | ------- | ----- | ------- | ------- | ------- | ------- |
| Единицы                        | человек | %     | человек | %       | человек | %       |
| Население                      | 4976    | 100   | 2473    | 49,7    | 2503    | 50,3    |
| Плотность населения (чел./км²) | 48,8    | 48,8  | 24,2    | 24,2    | 24,5    | 24,5    |

## Соседние гмины
1. Гмина Бялачув
2. Гмина Гельнюв
3. Гмина Коньске
4. Гмина Опочно
5. Гмина Пшисуха